# Temporada 2023 del Campeonato GB3
La temporada 2023 del Campeonato GB3 fue la decimosexta edición de dicho campeonato. Comenzó el 8 de abril en Oulton Park y finalizó el 22 de octubre en Donington Park.
Callum Voisin fue el ganador del Campeonato de Pilotos, mientras que el equipo JHR Developments se quedó con el Campeonato de Escuderías.

## Escuderías y pilotos
| Escudería             | N.º | Piloto               | Rondas   |
| --------------------- | --- | -------------------- | -------- |
| Arden VRD             | 2   | Nico Christodoulou   | Todas    |
| Arden VRD             | 3   | Noah Ping            | Todas    |
| Arden VRD             | 4   | James Hedley         | Todas    |
| JHR Developments      | 5   | Matthew Rees         | Todas    |
| JHR Developments      | 77  | David Morales        | Todas    |
| JHR Developments      | 84  | Joseph Loake         | Todas    |
| Douglas Motorsport    | 7   | Tymek Kucharczyk     | Todas    |
| Douglas Motorsport    | 11  | Lucas Staico         | 1-7      |
| Douglas Motorsport    | 32  | Shawn Rashid         | 1-7      |
| Chris Dittmann Racing | 9   | Zak Taylor           | 1-7      |
| Chris Dittmann Racing | 18  | Arthur Rogeon        | Todas    |
| Chris Dittmann Racing | 78  | Jack Sherwoo         | 7        |
| Elite Motorsport      | 14  | Patrick Heuzenroeder | 7-8      |
| Elite Motorsport      | 15  | Ayato Iwasaki        | 1-6      |
| Elite Motorsport      | 16  | McKenzy Cresswell    | Todas    |
| Elite Motorsport      | 17  | Oliver Stewart       | Todas    |
| Fortec Motorsports    | 20  | Jarrod Waberski      | Todas    |
| Fortec Motorsports    | 41  | Edward Pearson       | Todas    |
| Fortec Motorsports    | 42  | Max Esterson         | Todas    |
| Hitech Pulse-Eight    | 21  | Souta Arao           | Todas    |
| Hitech Pulse-Eight    | 22  | Alex Dunne           | Todas    |
| Hitech Pulse-Eight    | 23  | Michael Shin         | 1-4, 6-8 |
| Rodin Carlin          | 27  | John Bennett         | Todas    |
| Rodin Carlin          | 35  | Callum Voisin        | Todas    |
| Rodin Carlin          | 43  | Costa Toparis        | Todas    |
| Hillspeed             | 39  | Gerrard Xie          | Todas    |
| Hillspeed             | 99  | Daniel Mavlyutov     | Todas    |
| Fuente:               |     |                      |          |

## Calendario
| Ronda   | Ronda | Circuito                      | Fecha            |
| ------- | ----- | ----------------------------- | ---------------- |
| 1       | C1    | Oulton Park                   | 8 de abril       |
| 1       | C2    | Oulton Park                   | 10 de abril      |
| 1       | C3    | Oulton Park                   | 10 de abril      |
| 2       | C1    | Circuito de Silverstone       | 6 de mayo        |
| 2       | C2    | Circuito de Silverstone       | 7 de mayo        |
| 2       | C3    | Circuito de Silverstone       | 7 de mayo        |
| 3       | C1    | Circuito de Spa-Francorchamps | 3 de junio       |
| 3       | C2    | Circuito de Spa-Francorchamps | 3 de junio       |
| 3       | C3    | Circuito de Spa-Francorchamps | 4 de junio       |
| 4       | C1    | Circuito de Snetterton        | 17 de junio      |
| 4       | C2    | Circuito de Snetterton        | 18 de junio      |
| 4       | C3    | Circuito de Snetterton        | 18 de junio      |
| 5       | C1    | Circuito de Silverstone       | 29 de julio      |
| 5       | C2    | Circuito de Silverstone       | 30 de julio      |
| 5       | C3    | Circuito de Silverstone       | 30 de julio      |
| 6       | C1    | Brands Hatch                  | 9 de septiembre  |
| 6       | C2    | Brands Hatch                  | 10 de septiembre |
| 6       | C3    | Brands Hatch                  | 10 de septiembre |
| 7       | C1    | Circuito de Zandvoort         | 14 de octubre    |
| 7       | C2    | Circuito de Zandvoort         | 14 de octubre    |
| 7       | C3    | Circuito de Zandvoort         | 15 de octubre    |
| 8       | C1    | Donington Park                | 21 de octubre    |
| 8       | C2    | Donington Park                | 22 de octubre    |
| 8       | C3    | Donington Park                | 22 de octubre    |
| Fuente: |       |                               |                  |

## Resultados
| Ronda | Ronda | Ronda             | Pole Position                                         | Vuelta rápida                                         | Piloto ganador                                        | Escudería ganadora                                    |
| ----- | ----- | ----------------- | ----------------------------------------------------- | ----------------------------------------------------- | ----------------------------------------------------- | ----------------------------------------------------- |
| 1     | C1    | Oulton Park       | Joseph Loake                                          | Joseph Loake                                          | Joseph Loake                                          | JHR Developments                                      |
| 1     | C2    | Oulton Park       | Joseph Loake                                          | Callum Voisin                                         | James Hedley                                          | Arden VRD                                             |
| 1     | C3    | Oulton Park       |                                                       | Oliver Stewart                                        | Daniel Mavlyutov                                      | Hillspeed                                             |
| 2     | C1    | Silverstone 1     | John Bennett                                          | Joseph Loake                                          | Joseph Loake                                          | JHR Developments                                      |
| 2     | C2    | Silverstone 1     | John Bennett                                          | Matthew Rees                                          | Joseph Loake                                          | Rodin Carlin                                          |
| 2     | C3    | Silverstone 1     |                                                       | Tymek Kucharczyk                                      | Noah Ping                                             | Arden VRD                                             |
| 3     | C1    | Spa-Francorchamps | Callum Voisin                                         | Alex Dunne                                            | Alex Dunne                                            | Hitech Pulse-Eight                                    |
| 3     | C2    | Spa-Francorchamps | Callum Voisin                                         | Alex Dunne                                            | Alex Dunne                                            | Hitech Pulse-Eight                                    |
| 3     | C3    | Spa-Francorchamps |                                                       | Max Esterson                                          | Oliver Stewart                                        | Elite Motorsport                                      |
| 4     | C1    | Snetterton        | Matthew Rees                                          | Alex Dunne                                            | James Hedley                                          | Arden VRD                                             |
| 4     | C2    | Snetterton        | Callum Voisin                                         | Alex Dunne                                            | Noah Ping                                             | Arden VRD                                             |
| 4     | C3    | Snetterton        |                                                       | Souta Arao                                            | Daniel Mavlyutov                                      | Hillspeed                                             |
| 5     | C1    | Silverstone 2     | Matthew Rees                                          | Matthew Rees                                          | Matthew Rees                                          | JHR Developments                                      |
| 5     | C2    | Silverstone 2     | Matthew Rees                                          | McKenzy Cresswell                                     | McKenzy Cresswell                                     | Elite Motorsport                                      |
| 5     | C3    | Silverstone 2     | Carrera cancelada debido a las condiciones climáticas | Carrera cancelada debido a las condiciones climáticas | Carrera cancelada debido a las condiciones climáticas | Carrera cancelada debido a las condiciones climáticas |
| 6     | C1    | Brands Hatch      | Joseph Loake                                          | Joseph Loake                                          | Joseph Loake                                          | JHR Developments                                      |
| 6     | C2    | Brands Hatch      | Callum Voisin                                         | McKenzy Cresswell                                     | Callum Voisin                                         | Rodin Carlin                                          |
| 6     | C3    | Brands Hatch      |                                                       | Nico Christodoulou                                    | Daniel Mavlyutov                                      | Hillspeed                                             |
| 7     | C1    | Zandvoort         | Alex Dunne                                            | Alex Dunne                                            | Alex Dunne                                            | Hitech Pulse-Eight                                    |
| 7     | C2    | Zandvoort         | McKenzy Cresswell                                     | Alex Dunne                                            | Alex Dunne                                            | Hitech Pulse-Eight                                    |
| 7     | C3    | Zandvoort         |                                                       | Tymek Kucharczyk                                      | Daniel Mavlyutov                                      | Hillspeed                                             |
| 8     | C1    | Donington Park    | Callum Voisin                                         | Alex Dunne                                            | Callum Voisin                                         | Rodin Carlin                                          |
| 8     | C2    | Donington Park    | Callum Voisin                                         | Alex Dunne                                            | Alex Dunne                                            | Hitech Pulse-Eight                                    |
| 8     | C3    | Donington Park    |                                                       | Gerrard Xie                                           | Gerrard Xie                                           | Hillspeed                                             |

## Clasificaciones

### Sistema de puntuación
| Carreras       | Posiciones, puntos por carrera | Posiciones, puntos por carrera | Posiciones, puntos por carrera | Posiciones, puntos por carrera | Posiciones, puntos por carrera | Posiciones, puntos por carrera | Posiciones, puntos por carrera | Posiciones, puntos por carrera | Posiciones, puntos por carrera | Posiciones, puntos por carrera | Posiciones, puntos por carrera | Posiciones, puntos por carrera | Posiciones, puntos por carrera | Posiciones, puntos por carrera | Posiciones, puntos por carrera | Posiciones, puntos por carrera | Posiciones, puntos por carrera | Posiciones, puntos por carrera | Posiciones, puntos por carrera | Posiciones, puntos por carrera |
| Carreras       | 1.º                            | 2.º                            | 3.º                            | 4.º                            | 5.º                            | 6.º                            | 7.º                            | 8.º                            | 9.º                            | 10.º                           | 11.º                           | 12.º                           | 13.º                           | 14.º                           | 15.º                           | 16.º                           | 17.º                           | 18.º                           | 19.º                           | 20.º                           |
| -------------- | ------------------------------ | ------------------------------ | ------------------------------ | ------------------------------ | ------------------------------ | ------------------------------ | ------------------------------ | ------------------------------ | ------------------------------ | ------------------------------ | ------------------------------ | ------------------------------ | ------------------------------ | ------------------------------ | ------------------------------ | ------------------------------ | ------------------------------ | ------------------------------ | ------------------------------ | ------------------------------ |
| Carreras 1 y 2 | 35                             | 29                             | 24                             | 21                             | 19                             | 17                             | 15                             | 13                             | 12                             | 11                             | 10                             | 9                              | 8                              | 7                              | 6                              | 5                              | 4                              | 3                              | 2                              | 1                              |
| Carrera 3      | 20                             | 17                             | 15                             | 13                             | 11                             | 10                             | 9                              | 8                              | 7                              | 6                              | 5                              | 4                              | 3                              | 2                              | 1                              |                                |                                |                                |                                |                                |

### Campeonato de Pilotos
| Pos. | Piloto               | OUL | OUL | OUL  | SIL1 | SIL1 | SIL1 | SPA | SPA | SPA  | SNE | SNE | SNE  | SIL2 | SIL2 | SIL2 | BRH | BRH | BRH | ZAN | ZAN | ZAN  | DON | DON | DON  | Puntos |
| ---- | -------------------- | --- | --- | ---- | ---- | ---- | ---- | --- | --- | ---- | --- | --- | ---- | ---- | ---- | ---- | --- | --- | --- | --- | --- | ---- | --- | --- | ---- | ------ |
| 1    | Callum Voisin        | 3   | 2   | Ret  | 6    | 3    | 48   | 2   | 2   | 1015 | 3   | Ret | 1112 | 3    | 5    | C    | 2   | 1   | 149 | 7   | 6   | 510  | 1   | 2   | 1210 | 484    |
| 2    | Alex Dunne           | 6   | 13  | 109  | 4    | Ret  | 612  | 1   | 1   | 618  | 4   | 2   | 129  | 5    | 6    | C    | Ret | 4   | 118 | 1   | 1   | 168  | 3   | 1   | 911  | 466    |
| 3    | Joseph Loake         | 1   | 3   | 1213 | 1    | 1    | 20   | 9   | 10  | 210  | 6   | 22  | 108  | 6    | 4    | C    | 1   | 2   | 159 | 3   | 5   | 138  | 10  | 8   | Ret  | 417    |
| 4    | McKenzy Cresswell    | 20  | 18  | Ret  | 5    | 2    | 58   | 7   | 3   | 1112 | 9   | 5   | Ret  | 2    | 1    | C    | 3   | 3   | 166 | 2   | 2   | 1112 | Ret | 5   | 610  | 390    |
| 5    | Matthew Rees         | 2   | 11  | 1410 | 3    | 7    | 23   | Ret | 9   | Ret  | 2   | 4   | 186  | 1    | 2    | C    | 6   | 5   | 128 | 6   | 7   | 145  | 2   | 4   | 138  | 370    |
| 6    | James Hedley         | 4   | 1   | 1110 | 9    | 20   | 104  | 8   | 6   | 46   | 1   | 3   | 136  | 11   | 11   | C    | 4   | 8   | 138 | Ret | 4   | Ret  | 4   | 6   | 117  | 347    |
| 7    | Tymek Kucharczyk     | 5   | 8   | 137  | 14   | 9    | 815  | 3   | 5   | 715  | 5   | DSQ | Ret  | 4    | 3    | C    | 5   | 7   | Ret | 12  | 10  | 18   | 9   | 7   | Ret  | 296    |
| 8    | Nico Christodoulou   | 11  | 10  | 18   | Ret  | 15   | 27   | 12  | 8   | 163  | Ret | 9   | 89   | 7    | 8    | C    | 13  | 13  | 25  | 4   | 3   | 193  | 8   | 12  | 47   | 261    |
| 9    | Jarrod Waberski      | 9   | DNS | 510  | 10   | 5    | 21   | 19  | 11  | 36   | 15  | 12  | 4    | 22   | 7    | C    | 10  | 6   | Ret | 8   | 24  | 89   | 7   | 9   | 76   | 239    |
| 10   | John Bennett         | 19  | 9   | Ret  | 2    | 4    | 118  | 15  | 12  | 95   | 10  | 11  | 20   | 18   | 14   | C    | 7   | 16  | 108 | 10  | 14  | 75   | 11  | 15  | 18   | 217    |
| 11   | Max Esterson         | 7   | 4   | Ret  | 13   | 8    | 22   | 6   | Ret | 21   | 20  | 16  | 169  | 10   | 9    | C    | 11  | 11  | Ret | 13  | 13  | 92   | 6   | 3   | 89   | 215    |
| 12   | Noah Ping            | 12  | Ret | 7    | 12   | 12   | 13   | Ret | 21  | 19   | 7   | 1   | 146  | 9    | 10   | C    | 16  | 21  | 51  | 16  | 12  | 24   | 19  | 11  | 16   | 204    |
| 13   | David Morales        | 8   | Ret | 97   | 11   | Ret  | Ret  | 4   | 14  | 156  | 14  | 13  | 21   | 14   | 22   | C    | Ret | 10  | 73  | 14  | 11  | 45   | 12  | 10  | 10   | 178    |
| 14   | Zak Taylor           | 15  | 12  | 17   | 7    | Ret  | 13   | 20† | 20  | Ret  | 11  | 7   | 94   | 8    | 12   | C    | 9   | 9   | 89  | 11  | 23  | 103  |     |     |      | 153    |
| 15   | Costa Toparis        | 22  | 7   | 68   | 8    | 6    | 143  | 10  | 13  | 12   | 21  | 6   | 151  | 20   | 15   | C    | 17  | 12  | 17  | 17  | 15  | 20   | 15  | 16  | Ret  | 151    |
| 16   | Oliver Stewart       | 14  | 19  | 16   | 15   | 19   | 7    | 18  | 15  | 1    | 13  | Ret | 73   | 12   | DNS  | C    | 19  | 15  | 95  | 9   | 8   | 122  | Ret | 21  | 54   | 150    |
| 17   | Souta Arao           | Ret | 6   | 157  | Ret  | Ret  | WD   | 13  | Ret | 132  | 8   | 10  | 22   | 13   | 18   | C    | DNS | 14  | Ret | 5   | 9   | 173  | 5   | 13  | 154  | 146    |
| 18   | Michael Shin         | 10  | 5   | 49   | 20   | 11   | 19   | 16  | Ret | Ret  | 12  | 8   | 19   |      |      |      | 8   | 17  | 67  | Ret | 18  | 1510 | 16  | 20  | 17   | 144    |
| 19   | Edward Pearson       | 16  | 16  | 3    | 18   | 21   | 12   | 11  | 7   | 18   | 18  | 15  | 51   | 19   | 19   | C    | 14  | Ret | 4   | Ret | 17  | Ret  | 14  | 17  | 2    | 134    |
| 20   | Gerrard Xie          | 21  | DNS | 83   | 17   | 14   | 175  | 5   | 4   | 143  | 17  | 17  | 17   | 17   | 17   | C    | 15  | 20  | Ret | 18  | 19  | Ret  | 17  | 19  | 12   | 128    |
| 21   | Arthur Rogeon        | 18  | 20  | Ret  | 21   | 10   | 32   | Ret | 17  | 20   | 16  | 21  | 2    | 16   | 13   | C    | 12  | Ret | Ret | 15  | 16  | 37   | 13  | Ret | 14   | 123    |
| 22   | Daniel Mavlyutov     | Ret | 15  | 1    | 19   | 13   | 183  | Ret | 22  | 17   | 24  | 18  | 1    | 21   | 21   | C    | 20  | 19  | 1   | 19  | 21  | 1    | 20  | 14  | 19   | 116    |
| 23   | Lucas Staico         | 23  | 17  | Ret  | 16   | 18   | 159  | 14  | 16  | 52   | 22  | 19  | 3    | 15   | 16   | C    | 18  | 18  | 32  | WD  | WD  | WD   |     |     |      | 98     |
| 24   | Ayato Iwasaki        | 13  | 14  | 26   | 22   | 17   | 9    | 17  | 18  | 8    | 19  | 14  | 62   | WD   | WD   | WD   | WD  | WD  | WD  |     |     |      |     |     |      | 85     |
| 25   | Shawn Rashid         | 17  | Ret | Ret  | 23   | 16   | 164  | Ret | 19  | Ret  | 23  | 20  | 23   | Ret  | 20   | C    | 21  | Ret | Ret | DNS | 20  | 6    |     |     |      | 28     |
| 26   | Patrick Heuzenroeder |     |     |      |      |      |      |     |     |      |     |     |      |      |      |      |     |     |     | 21  | 22  | Ret  | 18  | 18  | 3    | 21     |
| 27   | Jack Sherwood        |     |     |      |      |      |      |     |     |      |     |     |      |      |      |      |     |     |     | 20  | Ret | 22   |     |     |      | 1      |
| Pos. | Piloto               | OUL | OUL | OUL  | SIL1 | SIL1 | SIL1 | SPA | SPA | SPA  | SNE | SNE | SNE  | SIL2 | SIL2 | SIL2 | BRH | BRH | BRH | ZAN | ZAN | ZAN  | DON | DON | DON  | Puntos |

| Color     | Resultado                                                               |
| --------- | ----------------------------------------------------------------------- |
| Oro       | Ganador                                                                 |
| Plata     | 2.ª plaza                                                               |
| Bronce    | 3.ª plaza                                                               |
| Verde     | Finalizó en los puntos                                                  |
| Azul      | Finalizó sin puntos                                                     |
| Azul      | NC - No clasificado                                                     |
| Violeta   | Ret - No terminó (Carrera)                                              |
| Rojo      | DNQ - No se clasificó                                                   |
| Negro     | DSQ - Descalificado                                                     |
| Blanco    | DNS - No empezó (carrera)                                               |
| Blanco    | WD - Retirado (fin de semana)                                           |
| Blanco    | C - Carrera cancelada                                                   |
| Sin color | DNP - Inscrito pero no participó                                        |
| Sin color | INJ - Lesionado                                                         |
| Sin color | EX - Excluido                                                           |
| Estado    | Resultado                                                               |
| Negrita   | Pole position                                                           |
| Cursiva   | Vuelta rápida                                                           |
| †         | Abandona, pero clasifica al completar el porcentaje requerido para ello |

### Campeonato de Equipos
| Pos. | Equipo                | Puntos |
| ---- | --------------------- | ------ |
| 1    | JHR Developments      | 844    |
| 2    | Rodin Carlin          | 750    |
| 3    | Arden VRD             | 716    |
| 4    | Hitech Pulse-Eight    | 699    |
| 5    | Elite Motorsport      | 603    |
| 6    | Fortec Motorsports    | 528    |
| 7    | Douglas Motorsport    | 412    |
| 8    | Chris Dittmann Racing | 276    |
| 9    | Hillspeed             | 244    |